# Митаракис, Яннис
 Яннис Митаракис  (греч.  Γιάννης Μηταράκης, Александрия 1898 — Афины, 23 февраля 1963) — греческий художник XX века.

## Биография
Яннис Митаракис родился в 1898 году в египетской Александрии. Происходил из известного в Египте греческого рода Бенакисов.
Закончил греческую начальную школу в Александрии. Для продолжения учёбы, был отправлен к родственникам на греческий остров Хиос, где окончил гимназию. По окончании гимназии, в 1915 году отправился в Париж учиться на агронома. В возрасте 22 лет обратился к живописи, которой посвятил свою оставшуюся жизнь.
Учился у Андре Лота и в Академии La Palette у Анри Ле Фоконье. Некоторые искусствоведы придерживаются мнения, что независимо от своей кратковременной учёбы, в действительности Митаракис оставался самоучкой.
Митаракис быстро получил известность и в 1922 году выставил свои работы на выставках «Салона Независимых» и «Осеннего Салона». Одновременно выставлял свои работы в различных групповых выставках. В 1929 году Митаракис оставил Париж. Совершив кратковременную поездку в Италию и Испанию, художник обосновался в Афинах, где организовал свою первую персональную выставку. Выставка вызвала положительные отзывы критики и публики. Почти сразу, художник начинает поездки по Греции и пишет пейзажи в городах и островах Мегара, Хиос, Миконос, Идра и Санторин. Он также совершает поездку в Египет.
В греческой столице Митаракис принял участие в создании «Группы Искусство 1930» вместе с Михалисом Томбросом, Н. Хадзикириакосом-Гикасом и другими.
Митаракис принял участие в Венецианских биеннале 1934, 1936 и 1940 годов. В 1937 году он выставлял свои работы на Всемирной выставке в Париже и был награждён. Принял участие в Всемирной выставке 1939 года в Нью-Йорке. В том же году был награждён на «Панэллинской выставке».
Тяжёлые годы тройной, германо-итало-болгарской, оккупации Греции художник прожил в Афинах.
В 1949 году вместе с художниками Г. Бузианисом, С. Василиу и Г. Гунаропулосом принял участие в создании группы «Уровень». В 1955 году Митаракис обнаружил для себя скалы и монастыри Метеора, которые стали любимой темой последних лет жизни художника.
Митаракис принял участие в Биеннале Александрии и бразильского Сан-Паулу 1958 года. В 1958 году, вместе с Г. Гунаропулосом, С. Василиу, П. Тецисом и Я. Спиропулосом, представлял Грецию на международном конкурсе на Приз Гуггенхайма в Нью-Йорке. В том же году выставлял свои работы на групповых выставках в Германии Париже и Канаде. В 1959 году выставлял работы на выставке в Вашингтоне.
Яннис Митаракис умер в Афинах в 1963 году, в возрасте 65 лет.

## Творчество
Митаракис более всего писал пейзажи, где сформировал свой особенный экспрессионистский стиль, доминирующим элементом которого был фовизмский цвет. Впоследствии он стал более абстрактным, хотя по существу он не был занят абстракционизмом. Искусствоведы отмечают, что он был подвержен также влиянию кубизма и Сезанна.

## Сегодня
Работы Митаракиса хранятся и выставляются в Национальной галерее Греции, в Муниципальной галерее Афин, в Муниципальной галерее Ларисы, в Музее Бенакиса, в муниципальной галерее Хиоса, в коллекциях Национального банка Греции, Афинской школы изящных искусств и многих частных коллекциях
В 1992 году была организована выставка ретроспектива работ художника в «Центре Искусств Афинского муниципалитета».
Выставка — ретроспектива работ художника была также организована во Дворце Эйнара «Культурного фонда Национального банка Греции». На выставке были выставлены, в основном, работы периода после 1950 года, с немногими образцами 20-х годов, когда художник начал выставлять свои работы, и 30-х, когда он стал известен своими портретами и жанровыми сценами.
Осенью 2006 года состоялась выставка ретроспектива работ художника в Музее Бенакиса.
На выставке были представлены работы художника подаренные его сыном, Павлом Митаракисом, музею Бенакиса, работы из Муниципальной галереи Хиоса, из личной коллекции Павла Митаракиса, а также из других частных коллекций. Были выставлены 85 работ маслом, рисунки, фотографии и личные вещи художника, всего периода его художественной деятельности, начиная с его учёбы во Франции, до его последних абстракционистских поисков 60-х годов в области абстракции.
Особое внимание было уделено трём тематическим единствам, которые определяли творчество художника «Оливковые деревья», «Санторин» и «Метеора».
По случаю выставки, Музей издал работу искусствоведов профессора кафедры Истории искусства Университета Крита Евгения Матьопулоса и J. Mita «Жизнь и творчество Янниса Митаракиса» (395 страниц). Книга включает в себя также каталог и иллюстрации 203 работ Митаракиса, подаренных его сыном Музею Бенакиса.